# Mercy (Yonne)
Pour les articles homonymes, voir Mercy.
Mercy est une commune française située dans le département de l'Yonne en région Bourgogne-Franche-Comté.

## Géographie
Une trentaine de kilomètres au nord-ouest d'Auxerre, Mercy, avec une superficie de 2,66 km2, est parmi les plus petites communes de France. Le village est traversé par la D84 reliant Bellechaume à Avrolles.

### Climat
Pour des articles plus généraux, voir Climat de la Bourgogne-Franche-Comté et Climat de l'Yonne.
En 2010, le climat de la commune est de type climat océanique dégradé des plaines du Centre et du Nord, selon une étude du Centre national de la recherche scientifique s'appuyant sur une série de données couvrant la période 1971-2000. En 2020, Météo-France publie une typologie des climats de la France métropolitaine dans laquelle la commune est exposée à un climat océanique altéré et est dans la région climatique  Lorraine, plateau de Langres, Morvan, caractérisée par un hiver rude (1,5 °C), des vents modérés et des brouillards fréquents en automne et hiver. 
Pour la période 1971-2000, la température annuelle moyenne est de 11 °C, avec une amplitude thermique annuelle de 15,7 °C. Le cumul annuel moyen de précipitations est de 721 mm, avec 11,5 jours de précipitations en janvier et 7,6 jours en juillet. Pour la période 1991-2020, la température moyenne annuelle observée sur la station météorologique de Météo-France la plus proche, « Coulours », sur la commune de Coulours à 15 km à vol d'oiseau, est de 11,2 °C et le cumul annuel moyen de précipitations est de 786,0 mm. 
La température maximale relevée sur cette station est de 39,8 °C, atteinte le 7 août 2003 ; la température minimale est de −16,7 °C, atteinte le 2 janvier 1997,,. 
Les paramètres climatiques de la commune ont été estimés pour le milieu du siècle (2041-2070) selon différents scénarios d'émission de gaz à effet de serre à partir des nouvelles projections climatiques de référence DRIAS-2020. Ils sont consultables sur un site dédié publié par Météo-France en novembre 2022.

## Urbanisme

### Typologie
Au 1er janvier 2024, Mercy est catégorisée commune rurale à habitat dispersé, selon la nouvelle grille communale de densité à sept niveaux définie par l'Insee en 2022.
Elle est située hors unité urbaine. Par ailleurs la commune fait partie de l'aire d'attraction de Saint-Florentin, dont elle est une commune de la couronne,. Cette aire, qui regroupe 19 communes, est catégorisée dans les aires de moins de 50 000 habitants,.

### Occupation des sols
L'occupation des sols de la commune, telle qu'elle ressort de la base de données européenne d’occupation biophysique des sols Corine Land Cover (CLC), est marquée par l'importance des territoires agricoles (100 % en 2018), une proportion identique à celle de 1990 (100 %). La répartition détaillée en 2018 est la suivante : 
terres arables (86,8 %), zones agricoles hétérogènes (13,2 %). L'évolution de l’occupation des sols de la commune et de ses infrastructures peut être observée sur les différentes représentations cartographiques du territoire : la carte de Cassini (XVIIIe siècle), la carte d'état-major (1820-1866) et les cartes ou photos aériennes de l'IGN pour la période actuelle (1950 à aujourd'hui).

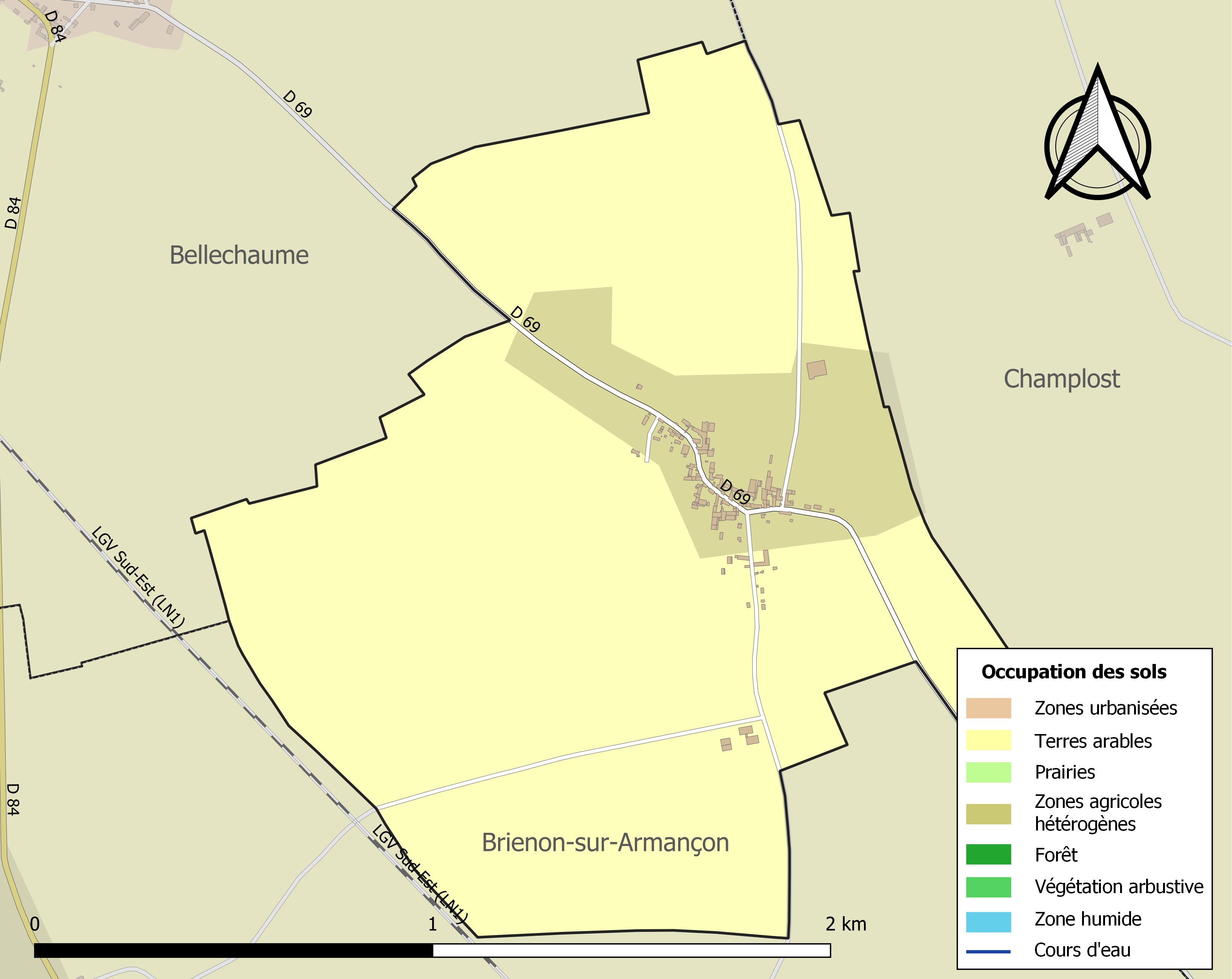
Carte des infrastructures et de l'occupation des sols de la commune en 2018 (CLC).

## Toponymie
Les formes les plus anciennes de Mercy sont.
- Mersiacus, 1146 (cart. gén. de l'Yonne, I, 412).
- Messiacum, 1155 (cart. gén. de l'Yonne, I, 535).
- Merci, 1163 (cart. gén. de l'Yonne, II, 153).
- Messei, 1165 (cart. gén. de l'Yonne, II, 182).
- Mercy, 1351 (abb. de Dilo).

## Histoire
Les limites administratives anciennes de Mercy  sont au XIXe siècle le canton de Brienon. Mercy était, avant 1789, du dioc. de Sens et du baill. de Saint-Florentin, de la prov. de l'Île-de-France et de l'élection de Joigny.

## Politique et administration
| Période    | Période | Identité          | Étiquette | Qualité |
| ---------- | ------- | ----------------- | --------- | ------- |
|            |         |                   |           |         |
| avant 2007 |         | Jean-Louis Leprun |           |         |

## Démographie
L'évolution du nombre d'habitants est connue à travers les recensements de la population effectués dans la commune depuis 1793. Pour les communes de moins de 10 000 habitants, une enquête de recensement portant sur toute la population est réalisée tous les cinq ans, les populations de référence des années intermédiaires étant quant à elles estimées par interpolation ou extrapolation. Pour la commune, le premier recensement exhaustif entrant dans le cadre du nouveau dispositif a été réalisé en 2007.

En 2022, la commune comptait 77 habitants, en évolution de −4,94 % par rapport à 2016 (Yonne : −1,95 %, France hors Mayotte : +2,11 %).
| 1793 | 1800 | 1806 | 1821 | 1831 | 1836 | 1841 | 1846 | 1851 |
| ---- | ---- | ---- | ---- | ---- | ---- | ---- | ---- | ---- |
| 96   | 127  | 133  | 151  | 165  | 151  | 167  | 144  | 146  |

| 1856 | 1861 | 1866 | 1872 | 1876 | 1881 | 1886 | 1891 | 1896 |
| ---- | ---- | ---- | ---- | ---- | ---- | ---- | ---- | ---- |
| 142  | 115  | 131  | 124  | 108  | 100  | 98   | 91   | 80   |

| 1901 | 1906 | 1911 | 1921 | 1926 | 1931 | 1936 | 1946 | 1954 |
| ---- | ---- | ---- | ---- | ---- | ---- | ---- | ---- | ---- |
| 87   | 93   | 86   | 75   | 68   | 75   | 77   | 79   | 87   |

| 1962 | 1968 | 1975 | 1982 | 1990 | 1999 | 2006 | 2007 | 2012 |
| ---- | ---- | ---- | ---- | ---- | ---- | ---- | ---- | ---- |
| 79   | 63   | 56   | 68   | 75   | 74   | 73   | 73   | 81   |

| 2017 | 2022 | - | - | - | - | - | - | - |
| ---- | ---- | - | - | - | - | - | - | - |
| 81   | 77   | - | - | - | - | - | - | - |

## Culture locale et patrimoine

### Lieux et monuments
- L'église Saint-Anne est du Moyen Âge à une seule nef plafonnée, avec baies cintrées, petit vitrail de la Renaissance[19].

### Héraldique
| Blason de Mercy | Blason  | Écartelé : au 1er d'azur à un cavalier armé sur son cheval cabré d'or, brandissant une épée du même et au bouclier bandé d'or et d'azur à la bordure de gueules, posé sur un drakkar renversé d'argent, au 2e de sinople au clocher du lieu avec deux clochetons d'or et girouetté d'un coq de sable, au 3e de sinople à un chêne d'or, au 4e d'azur à deux lévriers rampants et affrontés d'argent, colletés de gueules et bouclés d'or. |
| Blason de Mercy | Détails | Le premier rappelle la victoire de Richard le Justicier, 1er duc de Bourgogne, sur les Vikings en 888. Le deuxième représente le clocher de l'église locale. Le chêne du troisième rappelle la proximité de la forêt d'Othe. Enfin, les lévriers du quatrième sont les supports des armoiries de la famille Quentin, barons et anciens seigneurs du lieu. Adopté le 21 octobre 2022.                                                      |

## Pour approfondir